# Gare de Baden
Ne doit pas être confondu avec Gare de Baden-Baden.
La gare de Baden (en allemand : Bahnhof Baden) est une gare ferroviaire située à Baden en Suisse. En 2022, elle est fréquentée par 52 000 voyageurs par jour ouvré.

## Service des voyageurs

### Desserte
| Origine                           | Arrêt précédent   | Train | Train | Train | Arrêt suivant     | Destination             |
| --------------------------------- | ----------------- | ----- | ----- | ----- | ----------------- | ----------------------- |
| InterRegion                       |                   |       |       |       |                   |                         |
| Berne                             | Brugg AG (en)     |       | IR 16 |       | Zurich HB         | Zurich HB               |
| Bâle CFF                          | Brugg AG (en)     |       | IR 36 |       | Dietikon          | Zurich Aéroport         |
| RegioExpress                      |                   |       |       |       |                   |                         |
| Olten                             | Turgi (en)        |       | RE    |       | Wettingen (en)    | Wettingen (en)          |
| S-Bahn d'Argovie                  |                   |       |       |       |                   |                         |
| Langenthal                        | Turgi (en)        |       | S23   |       | Aucune (terminus) | Aucune (terminus)       |
| Waldshut (en) ou Bad Zurzach (en) | Turgi (en)        |       | S27   |       | Aucune (terminus) | Aucune (terminus)       |
| S-Bahn de Zurich                  |                   |       |       |       |                   |                         |
| Aucune (terminus)                 | Aucune (terminus) |       | S6    |       | Wettingen (en)    | Uetikon (en)            |
| Brugg AG (en)                     | Turgi (en)        |       | S12   |       | Wettingen (en)    | Schaffhouse ou Wil (en) |
| Koblenz (en)                      | Turgi (en)        |       | S19   |       | Wettingen (en)    | Pfäffikon ZH (en)       |